# Coenotephria reclamata
Coenotephria reclamata är en fjärilsart som beskrevs av Louis Beethoven Prout 1914. Coenotephria reclamata ingår i släktet Coenotephria och familjen mätare. Inga underarter finns listade i Catalogue of Life.